# James G. Arbuthnot
James George Arbuthnot (Hubbell, Nebraska, 1883. december 31. – Roseville, Kalifornia, 1964. december 2.) az Oregoni Mezőgazdasági Főiskola sportegyesületének (ma Oregon State Beavers) atlétikai igazgatója és birkózóedzője, valamint a YMCA testnevelő oktatója volt.

## Tanulmányai
Alapdiplomáját a Kansasi Egyetemen, mesterdiplomáját pedig a Washingtoni Egyetemen szerezte, emellett a Harvard Egyetemen és a Columbia Egyetemen kutatási tevékenységet végzett.

## Pályafutása
Az aberdeeni YMCA testnevelési igazgatója, valamint a portlandi osztályvezetője (1909-től testnevelési igazgatóhelyettese) volt. 1911-ben az Oregoni Mezőgazdasági Főiskola munkatársa lett, ahol a birkózócsapatai 10–3–3-as eredményt értek el.

## Fordítás
- Ez a szócikk részben vagy egészben  a   James G. Arbuthnot című angol Wikipédia-szócikk ezen változatának fordításán alapul.  Az eredeti cikk szerkesztőit annak laptörténete sorolja fel. Ez a jelzés csupán a megfogalmazás eredetét és a szerzői jogokat jelzi, nem szolgál a cikkben szereplő információk forrásmegjelöléseként.